# مجدي الجابري
مجدي الجابري (1961 - 1999)، شاعر مصري. صدر له خمس دواوين شعرية منها «أغسطس» و«الحياة مش بروفة» كما له عدة دراسات منشورة في صحف ومجلات مختلفة.

## سيرته الذاتية
ولد مجدي عبد الهادي الجابري في حي أم المصريين بالجيزة، مصر في عام 1961. أنجبت والدته 16 طفلا وكان هو الطفل التاسع و أول الولدان الذين عاشوا بعدما توفيّ أخوتهما الستة قبلهما بمرض الحصبة. ولهذا السبب عاملته أسرته كفتاة؛ حيث كان يلبس ملابس الفتيات، ويلعب بلعبة العروس، وشعره طويل ويمت مناداته باسم بيت. وكان السبب الرئيسي هو لوقايته من الحسد والعين. واستمر الجابري على هذا الحال حتى بدأ دراسته الابتدائية.
درس الجابري المرحلة الاعدادية في مدرسة الأهرام، ثم أكمل مرحلته الثانوية في مدرسة السعيدية العسكرية عام 1979، وبعدها حصل على شهادة المعهد العالي للتعاون الزراعي من جامعة عين شمس، وحصل على دبلوم الدراسات العليا في الفنون الشعبية من أكاديمية الفنون في عام 1992 وحصل على تقدير جيد جدا. وفي عام 1989، عمل مصححا ومراجعا لمجلة الإذاعة والتلفزيون ثم عمل كأخصائي ثقافي في الهيئة العامة لقصور الثقافة، وباحثا في الثقافة الشعبية بأطلس الفولكلور المصري. وبعدها عمل كسكرتير لتحري رمجلة «آفاق المسرح» في عام 1998 في هيئة القصور الثقافية. تزوج الجابري بالكاتبة صفاء عبد المنعم في عام 1988 وأنجبا طفلين.
بدأت مسيرته في الكتابة عندما كان لا يزال يدرس في كلية الرزاعة في جامعة عين شمس حيث كتب مسرحية بعنوان «جواز على الورق لحمة». وأصدر ديوانه الشعري الأول باللهجة العامية المصرية بعنوان «أغسطس» قبل حرب الخليج بشهور قليلة في عام 1990، حيث أصدرها بنفقته الخاصة وبطبعة محدودة. ثم أصدر ديوانه الثاني «بالضبط وكأنه حصل» في عام 1995. كما نشر قصيدة قصيدة «فضيحة، والفضيحة لازم تكمل» حيث سخر فيها من الحروب التي تحدث في الوطن العربي. كما لدى الجابري قصائد أخرى منشورة في العديد من المجلات والصحف منها «امنيات شاب مصري» التي نشرها في جريدة الطلبة في عام 1983، وقصيدة «الأرض» التي نشرتها مجلة «أدب ونقد» في عددها الستون في عام 1990.

## وفاته
أصيب الجابري بمرض سرطان الرئة في عام 1998، وانتقل إلى مستشفى «أم المصريين» حيث أحيل إلى معهد الاورام بعد أن وصل الورم إلى مرحلة كبيرة وخطرة. وقد كانت تكاليف علاجه على نفقة الدولة. ومع هذا، لم يستطع الجابري أن يحصل على تأمين صحي له. وبعد أن أخذ أول جرعة كيماوية تُوفي بعدها بفقرة قصيرة في عام 1999.

## أعماله

### دواوين شعرية
- أغسطس، دار مصرية، 1990
- بالضبط وكانه حصل، طبعة خاصة ومحدودة، 1994
- عيل بيصطاد الحواديت، هيئة قصور الثقافة، 1995
- طرطشات موجة حلم، الهيئة المصرية العامة للكتاب، 2002
- الحياة مش بروفة، الهيئة المصرية العامة للكتاب، 2010

### قصائد شعرية
- «أمنيات شاب مصري»، جريدة الطلبة، 20 أغسطس 1983
- «الأرض»، مجلة أدب ونقد، عدد 60، 1990
- «شهيق»، مجلة الشعر، عدد 57، 1990
- «تصبح على خير»، الثقافة الجديدة، عدد 58، 1995
- «ولو على سبيل التخلص من الكتابة الأخرى»، 1993

### دراسات منشورة
- «جمع ميداني لأغاني ألعاب أطفال»، أدب ونقد، عدد مايو (129)، 1996
- «جمع ميداني لأغاني أفراح»، أدب ونقد، عدد مايو (129)، 1996
- «مدخل لقراءة الثقافي للحكاية الشعبية»، أدب ونقد، عدد مايو (129)، 1996
- «اللغز وسلطة المعرفة»، أخبار الأدب، 1998
- «الشعر مدينة خربانة»، أخبار الأدب، العدد 10، 1999
- «الشمعدان حكاية شعبية»، أخبار الأدب، العدد 10، 1999